# Station Więcławice
Station Więcławice is een spoorwegstation in de Poolse plaats Więcławice.